# Temporada da DBL de 2019–20
A Temporada da DBL de 2019–20 é a 60ª edição da competição de elite do basquetebol dos Países Baixos, tendo o Landstede Zwolle como defensor do título neerlandês.

## Equipes participantes
| Clube                       | Cidade           | Arena                  | Capacidade |
| --------------------------- | ---------------- | ---------------------- | ---------- |
| Apollo Amsterdam            | Amesterdão       | Apollohal              | 1 500      |
| Heroes Den Bosch Basketball | 's-Hertogenbosch | Maaspoort              | 2 800      |
| Donar                       | Groninga         | Martiniplaza           | 4 500      |
| Zeeuw & Zeeuw Feyenoord     | Roterdão         | Topsportcentrum        | 1 000      |
| Aris Leeuwarden             | Leeuwarden       | Kalverdijkje           | 1 700      |
| Zorg en Zekerheid Leiden    | Leiden           | Vijf Meihal            | 2 000      |
| Basketbal Academie Limburg  | Limburgo         | Sporthal Boshoven      |            |
| Landstede Hammers           | Zwolle           | Landstede Sportcentrum | 1 200      |
| Den Helder Suns             | Den Helder       | Sporthal Sportlaan     | 1 500      |

## Temporada Regular

### Tabela de Classificação
| Pos. | Clube                      | J  | V  | D  | Pts. | Pts + | Pts - | Classificação |
| ---- | -------------------------- | -- | -- | -- | ---- | ----- | ----- | ------------- |
| 1    | Donar Groningen            | 21 | 17 | 4  | 34   | 1812  | 1431  | Playoffs      |
| 2    | Landstede Hammers          | 19 | 16 | 3  | 32   | 1.651 | 1399  | Playoffs      |
| 3    | Heroes Den Bosch           | 22 | 15 | 7  | 30   | 1.835 | 1561  | Playoffs      |
| 4    | Zorg en Zekerheid Leiden   | 19 | 11 | 8  | 22   | 1.486 | 1428  | Playoffs      |
| 5    | Zeeuw & Zeeuw Feyenoord    | 21 | 11 | 10 | 22   | 1.636 | 1627  | Playoffs      |
| 6    | Basketbal Academie Limburg | 22 | 8  | 14 | 16   | 1.472 | 1695  | Playoffs      |
| 7    | Den Helder Suns            | 22 | 7  | 15 | 14   | 1.520 | 1763  | Playoffs      |
| 8    | Aris Leeuwarden            | 22 | 6  | 16 | 12   | 1.409 | 1649  | Playoffs      |
| 9    | Apollo Amsterdam           | 22 | 4  | 18 | 8    | 1.532 | 1800  |               |

|  |                            |
|  | Classificados aos playoffs |

### Rodadas 1 a 16
| Casa\Visitante              | AMS    | DEN    | DON    | FEY    | LEE    | LEI    | LIM   | ZWO   | HEL    |
| --------------------------- | ------ | ------ | ------ | ------ | ------ | ------ | ----- | ----- | ------ |
| Apollo Amsterdam            |        | 57-103 | 71-86  | 61-70  | 80-68  | 81-100 | 59-76 | 84-96 | 103-79 |
| Heroes Den Bosch Basketball | 113-67 |        | 65-59  | 98-86  | 82-71  | 109-83 | 84-61 |       | 94-69  |
| Donar                       | 100-63 | 91-75  |        | 74-68  | 73-63  |        | 91-54 |       |        |
| Zeeuw & Zeeuw Feyenoord     | 93-71  | 67-57  | 102-93 |        | 98-62  | 79-82  | 70-84 |       | 91-74  |
| Aris Leeuwarden             | 86-78  | 60-85  | 70-103 | 74-75  |        | 20-0   | 60-48 | 86-99 | 78-67  |
| Zorg en Zekerheid Leiden    |        | 88-78  | 72-80  | 96-81  | 73-62  |        | 93-70 | 82-73 | 89-65  |
| BAL Limburgo                | 75-73  | 54-77  | 53-76  | 69-82  | 74-62  | 84-77  |       | 62-89 | 72-81  |
| Landstede Hammers           | 79-66  | 93-80  | 77-70  | 103-63 | 103-62 | 92-75  | 78-54 |       | 89-57  |
| Den Helder Suns             | 93-77  | 66-79  | 72-100 | 72-79  | 74-63  | 91-75  | 72-67 | 78-92 |        |

### Rodadas 16 a 32
| Casa\Visitante              | AMS    | DEN   | GRO   | FEY   | LEE   | LEI   | LIM   | ZWO   | HEL    |
| --------------------------- | ------ | ----- | ----- | ----- | ----- | ----- | ----- | ----- | ------ |
| Apollo Amsterdam            |        | 67-90 |       | 84-68 |       |       | 76-75 |       | 73-77  |
| Heroes Den Bosch Basketball |        |       |       | 91-62 |       |       | 76-83 | 71-57 | 90-63  |
| Donar                       | 83-72  | 79-69 |       |       |       |       | 89-52 |       | 109-65 |
| Zeeuw & Zeeuw Feyenoord     |        |       |       |       | 73-43 |       |       |       | 91-76  |
| Aris Leeuwarden             | 81-75  |       |       |       |       | 66-60 | 72-80 | 71-73 |        |
| Zorg en Zekerheid Leiden    |        | 78-69 | 81-73 |       |       |       |       | 92-98 | 90-97  |
| BAL Limburgo                |        |       | 48-97 | 77-61 | 59-60 |       |       |       |        |
| Landstede Hammers           | 102-71 |       | 69-98 | 89-77 |       |       |       |       |        |
| Den Helder Suns             |        |       | 70-88 |       | 76-51 |       |       |       |        |

## Playoffs

### Confrontos
|  | Quartas-de-final | Quartas-de-final | Quartas-de-final |  |  | Semifinais | Semifinais | Semifinais |  |  | Final | Final | Final |
|  |                  |                  |                  |  |  |            |            |            |  |  |       |       |       |
|  |                  |                  |                  |  |  |            |            |            |  |  |       |       |       |
|  |                  |                  |                  |  |  |            |            |            |  |  |       |       |       |
|  |                  |                  |                  |  |  |            |            |            |  |  |       |       |       |
|  |                  |                  |                  |  |  |            |            |            |  |  |       |       |       |
|  |                  |                  |                  |  |  |            |            |            |  |  |       |       |       |
|  |                  |                  |                  |  |  |            |            |            |  |  |       |       |       |
|  |                  |                  |                  |  |  |            |            |            |  |  |       |       |       |
|  |                  |                  |                  |  |  |            |            |            |  |  |       |       |       |
|  |                  |                  |                  |  |  |            |            |            |  |  |       |       |       |
|  |                  |                  |                  |  |  |            |            |            |  |  |       |       |       |
|  |                  |                  |                  |  |  |            |            |            |  |  |       |       |       |
|  |                  |                  |                  |  |  |            |            |            |  |  |       |       |       |
|  |                  |                  |                  |  |  |            |            |            |  |  |       |       |       |
|  |                  |                  |                  |  |  |            |            |            |  |  |       |       |       |
|  |                  |                  |                  |  |  |            |            |            |  |  |       |       |       |
|  |                  |                  |                  |  |  |            |            |            |  |  |       |       |       |
|  |                  |                  |                  |  |  |            |            |            |  |  |       |       |       |
|  |                  |                  |                  |  |  |            |            |            |  |  |       |       |       |

#### Quartas de final
| Time 1 | Série | Time 2 | 1º Jogo | 2º Jogo | 3º Jogo |
| ------ | ----- | ------ | ------- | ------- | ------- |
|        | -     |        |         |         |         |
|        | -     |        |         |         |         |
|        | -     |        |         |         |         |
|        | -     |        |         |         |         |

#### Semifinal
| Time 1 | Série | Time 2 | 1º Jogo | 2º Jogo | 3º Jogo | 4º Jogo | 5º Jogo |
| ------ | ----- | ------ | ------- | ------- | ------- | ------- | ------- |
|        | -     |        |         |         |         |         |         |
|        | -     |        |         |         |         |         |         |

#### Final
| Time 1 | Série | Time 2 | 1º Jogo | 2º Jogo | 3º Jogo | 4º Jogo | 5º Jogo | 6º Jogo | 7º Jogo |
| ------ | ----- | ------ | ------- | ------- | ------- | ------- | ------- | ------- | ------- |
|        | -     |        |         |         |         |         |         |         |         |

## Campeões
| DBL 2018-19 Campeões |
| -------------------- |
| ?º Título            |